# Loránt-György Vincze
Loránt-György Vincze, més conegut com a Vincze Loránt (nascut el 3 de novembre de 1977) és un polític romanès que actualment exerceix com a membre del Parlament Europeu en representació de la Unió Democràtica dels Hongaresos a Romania.
Vincze pertany a la minoria hongaresa a Romania, i exerceix també com a president de la Unió Federal de Nacionalitats Europees (FUEN) des de 2016.